# یان اشتودنیکا
یان اشتودنیکا (آلمانی: Jan Studnicka; ۱۲ اکتبر ۱۸۸۳ – ۱۸ اکتبر ۱۹۶۷) بازیکن و مربی فوتبال اهل اتریش بود.
از باشگاه‌هایی که در آن بازی کرده‌است می‌توان به باشگاه ورزشی وینر اشاره کرد.
وی همچنین در تیم ملی فوتبال اتریش بازی کرده‌است.